# Тодор Парапанов
Тодор Павлов Парапанов е български юрист и политик, кмет на Ботевград в периода 26 юли 1940 до 9 септември 1944 г.

## Биография
Син е на адвокат Павел Парапанов. По време на неговия мандат са настанени в квартири софийски семейства по време на англо-американските бомбардировки над София. Вземат се мерки за хигиенизиране на града и се разширява водоснабдяването с построяването на нов резервоар.